# Nacionalno prvenstvo ZDA 1951
Nacionalno prvenstvo ZDA 1951 v tenisu.

## Moški posamično
Frank Sedgman :  Vic Seixas  6-4 6-1 6-1

## Ženske posamično
Maureen Connolly Brinker :  Shirley Fry Irvin  6-3, 1-6, 6-4

## Moške dvojice
Ken McGregor /  Frank Sedgman :  Don Candy /  Mervyn Rose 10–8, 6–4, 4–6, 7–5

## Ženske dvojice
Shirley Fry /  Doris Hart :  Nancy Chaffee /  Patricia Todd 6–4, 6–2

## Mešane dvojice
Doris Hart /   Frank Sedgman :  Shirley Fry /  Mervyn Rose 6–3, 6–2